# Великі Отари (Нижньогородська область)
Великі Отари (рос. Большие Отары) — присілок в Воскресенському районі Нижньогородської області Російської Федерації.
Населення становить 406 осіб. Входить до складу муніципального утворення Воздвиженська сільрада.

## Історія
Від 2009 року входить до складу муніципального утворення Воздвиженська сільрада.

## Населення
| 1999 | 2002 | 2010 |
| ---- | ---- | ---- |
| 438  | ↘424 | ↘406 |